# Edward Henty
Edward Henty (28 de março de 1810 – 14 de agosto de 1878) foi pioneiro e primeiro colono permanente no distrito de Port Phillip, que mais tarde se tornou o estado de Vitória, na Austrália.